# Sens-de-Bretagne
Sens-de-Bretagne település Franciaországban, Ille-et-Vilaine megyében. Lakosainak száma 2620 fő (2022. január 1.). Sens-de-Bretagne Andouillé-Neuville, Feins, Gahard, Marcillé-Raoul, Rimou, Romazy, Vieux-Vy-sur-Couesnon és Saint-Rémy-du-Plain községekkel határos.

## Népesség
A település népessége az elmúlt években az alábbi módon változott:
| Lakosok száma | 1409 | 1374 | 1393 | 1961 | 2559 | 2544 | 2554 | 2566 | 2598 | 2620 |
|               | 1968 | 1982 | 1990 | 2006 | 2013 | 2015 | 2017 | 2019 | 2020 | 2022 |